# فهرست جاذبه‌های طبیعی استان لرستان
استان لرستان سرزمینی زیبا با آب و هوای معتدل و کوهستانی است که بین ۴۶ درجه و۵۱ دقیقه تا ۵۰ درجه و۲۲ دقیقه عرض شمالی درسلسله کوههای زاگرس میانی واقع شده‌است.اشترانکوه با ۴۱۵۰ متر ارتفاع بلندترین نقطه استان لرستان است و پست‌ترین نقطه در جنوبی‌ترین منطقه استان واقع شده و ارتفاع آن از سطح دریا ۵۰۰ متر است.
استان لرستان دارای آب وهوای متنوعی است، این تنوع از شمال به جنوب و از شرق به غرب کاملاً محسوس است. زمستان هنگامی که در شمال لرستان برف و کولاک ادامه دارد قسمت‌های جنوبی آن دارای هوایی مطبوع و بارانی است. بخش‌های غربی مانند سفیدکوه نسبت به قسمت‌های شرقی، یعنی دورود و الیگودرز، بارش بیشتری دارد. تنوع آب وهوایی در شهرهای استان مشاهده می‌شود به‌طوری‌که خرم آباد و رومشکان از آب و هوایی معتدل در زمستان و تابستان برخوردار است و بروجرد در زمستان سرد و در فصل تابستان آب و هوایی معتدل. الیگودرز از آب وهوای بسیار سرد در زمستان و معتدل در تابستان برخوردار است.

## علل تنوع آب وهوا
علل تنوع آب وهوای استان لرستان عبارتند از:
- موقعیت رشته کوههای زاگرس نسبت به جهت وزش بادهای مرطوب غربی.
- ارتفاع نسبتا زیاد این منطقه از سطح دریا.
- فشردگی کوهها.
- واقع شدن در عرض جغرافیایی متوسط.
- اثر بادهای گرم جنوبی ایران به‌طوری‌که حداکثر و حداقل مطلق دما بیش از ۸۰ درجه سانتیگراد است. حداکثر دمای ثبت شده ۴۷/۴ و حداقل دمای مطلق ثبت شده ۳۵- است.

میزان بارش سالانه در استان لرستان به‌طور متوسط بین ۴۰۰ تا ۴۵۰ میلی‌متر در نوسان است.

## تفرجگاه‌های طبیعی
- تفرجگاه باباحبیب رومشکان
- تفرجگاه شنه بان رومشکان
- تفرجگاه ویزنهار رومشکان
- تفرجگاه سیمره رومشکان
- تفرجگاه باباهور دورود
- تفرجگاه تخت شاه
- تفرجگاه شیرز
- تفرجگاه مخمل کوه (تنگه شبیخون)
- تفرجگاه بابا عباس
- دره حوض موسی
- تفرجگاه نوژیان
- تفرجگاه شهنشاه (گوشه)
- تفرجگاه تنگه چمشک

تفرجگاه رصد خانه کاسین لرستان (بام لرستان)
- تفرجگاه تپه شهدا دورود (پارک جنگلی)

## آبشارهای استان
- آبشار بیشه
- آبشار آب‌سفید
- آبشار نوژیان
- آبشار چکان
- آبشار وارک
- آبشار سرکانه
- آبشار افرینه
- آبشار لول رومشکان
- آبشار ریزه رومشکان

### نگارخانه

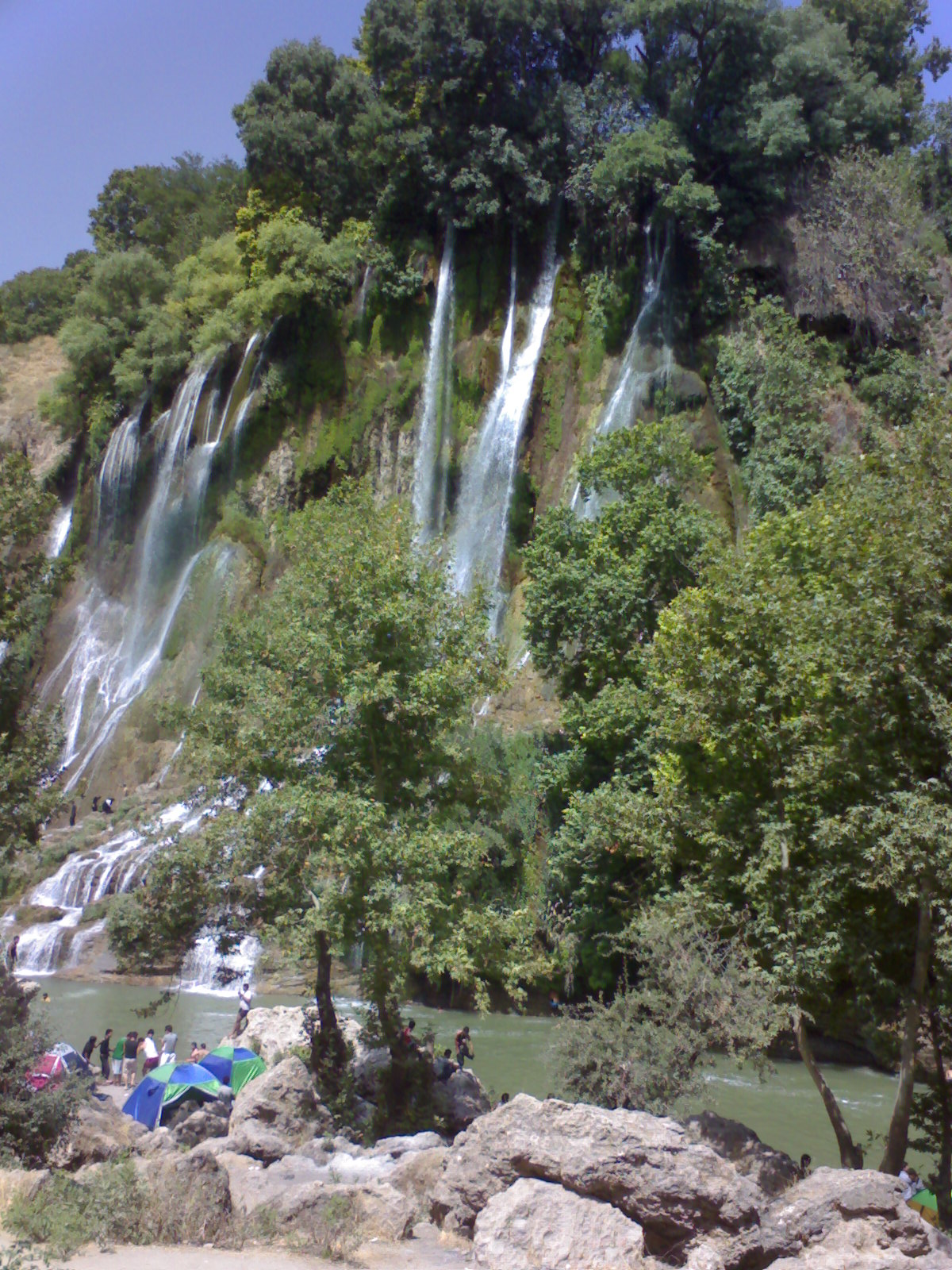
آبشار بیشه

## دریاچه‌های استان

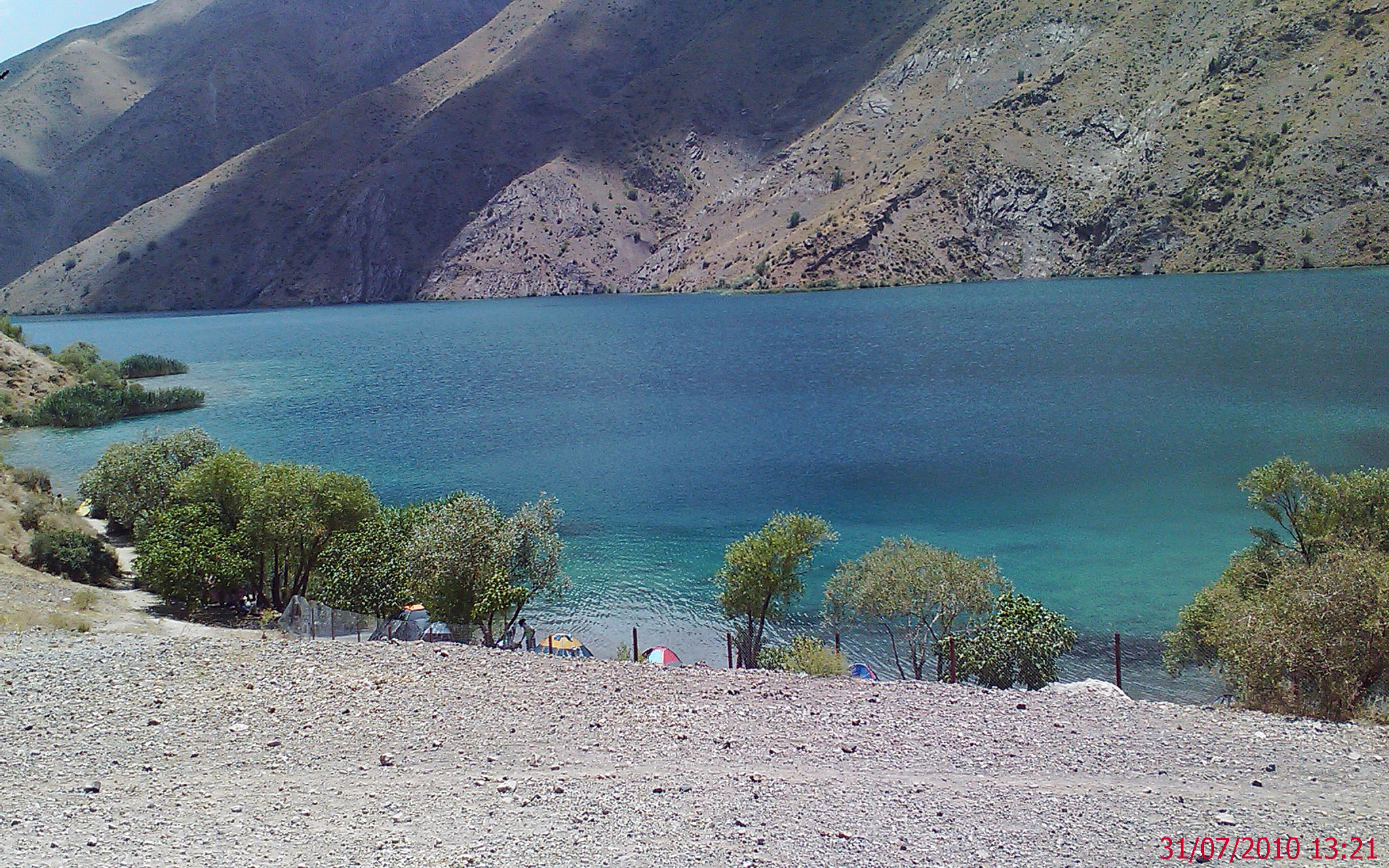
دریاچه گهر به نگین اشترانکوه معروف است.

- دریاچه گهر
- دریاچه کیو
- دریاچه سیمره رومشکان

## چشمه‌ها و سراب‌ها
ازجمله موارد طبیعی و اکوتوریستی در لرستان‌‌‌ وجود چشمه‌ها و سراب‌های متعدد در سطح این استان است.این سراب‌ها وچشمه‌ها شرایط مناسبی را جهت جذب جمعیت توریستی داخل استان و خارج از استان را فراهم می‌نماید. سراب هنام، سراب کهمان در الشتر، سراب چگنی، کیو و چشمه‌های گلستان،، گرداب دارایی در خرم آباد، سراب جانیزه، سراب زرشکه، سراب سفید، سراب زارم، سراب کرتول، و چشمه‌های ونایی، دره خونی، هفت چشمه و اسل در بروجرد و اشترینان، سراب غارتمندر و گردکانک، ماهی چال، فرسیان، گایکان، دورک، کیگوران، سر دره، رود آب در الیگودرز، سراب چشمه و رودک در دورود، و چشمه فلفلی در ازنا، اطراف برخی از این چشمه‌ها و سرابها از پوشش گیاهی نادری برخوردار بوده و در طول فصول مساعد شرایط مناسبی را جهت جذب گردشگران فراهم می‌نماید.